# Utflyttningsskyldighet
Uttflyttningsskyldighet är en lantmäteriterm som innebär skyldighet för en delägare i en by att ändra läget för sin gårdstomt i samband med ett jordskifte. Termen användes främst vid lantmäteriförrättningen laga skifte, som infördes in Sverige 1828.
I äldre tid var ägorna som tillhörde en delägare i en by ofta splittrade på många mindre markområden. För att rationalisera den svenska jordbruksnäringen och åstadkomma en mer samlad ägostruktur infördes skifteslagstiftning från och med 1700-talets mitt genom storskifte, som efterhand följdes av enskifte och laga skifte.
Vid laga skifte omfördelades ägorna inom det aktuella området ofta radikalt. Det kunde då hända att några delägares gårdstomter kom att tilldelas någon annan av byns delägare vid skiftet. Att ha sin hustomt på en annans ägor var inte tillåtet och i stället måste delägaren flytta sina byggnader till sina nya ägor. Det var lantmätaren och hans medhjälpare – gode män – som beslutade vilka av delägare som ålades att flytta sina byggnader och vilka som erhöll rätt att bo kvar. Erhållen skyldighet att flytta sina byggnader vid ett jordskifte kallas utflyttningsskyldighet. Motsatsen var kvarborätt.
Ofta var det inte bara byggnaderna som måste flyttas i samband med en utflyttning. Andra anläggningar såsom trädgårdar och brunnar berördes också av utflyttningsskyldigheten. När en trädgård omfattades av utflyttningsskyldigheten kunde man antingen flytta bärbuskar och mindre fruktträd, medan växter som inte kunde flyttas fick lösas in av jordområdets nye ägare.
Vid bedömningen av vilka gårdar som skulle erhålla utflyttningsskyldighet fanns två kriterier. Viktigast för bedömningen var att ett ändamålsenligt skifte kunde ordnas, dvs. att fördelningen av byns områden gagnade jordbruket. I andra hand bedömde lantmätaren vilken delägare som hade den mest påkostade bebyggelsen. Exempelvis kunde en gård med flera och väl underhållna byggnader och en omfattande trädgård erhålla kvarborätt framför en gård med dåliga byggnader och lite trädgård.
Det var inte självklart en nackdel att erhålla utflyttningsskyldighet. Många föredrog att flytta ut från en trång by av praktiska skäl.